# Robin Beck
Robin Beck (n. Brooklyn, Nueva York, 7 de noviembre de 1954) es una cantante estadounidense. Mayormente famosa por su éxito "First Time", utilizado por una campaña publicitaria de Coca Cola a fines de los '80, cuyo eslogan era "Coca Cola es sentir de verdad".

## Carrera
Robin Beck comenzó su carrera como cantante en 1979 con el lanzamiento de su primer álbum.
Es mayormente famosa por su hit "First Time", que alcanzó el puesto 1 en los rankings de Reino Unido en 1988 y Alemania en 1989, además de varios países europeos. La canción captó la atención del público debido a que fue usado en un comercial televisivo internacional de Coca Cola, que en Hispanoamérica llevó el eslogan "Coca Cola es sentir de verdad". En su momento la compañía dijo que la artista tenía 27 años cuando en realidad contaba con 33.
En 1989 lanza su segundo álbum, Trouble or Nothin', y en 1992 el tercero, Human Instinct. En 1994 vuelve a los estudios para grabar su cuarto álbum, Can't Get Off.
Luego de un hiato de nueve años, Robin Beck lanza en 2003 su nuevo álbum de estudio, lanzando luego un álbum cada dos años desde entonces.
Su álbum, Livin' On a Dream, fue lanzado en el año 2007.
En el año 2009 colaboró en el disco debut de la banda sueca Impulsia. El disco se llamó Expressions y en el mismo interpretó 3 canciones: Fly Away, Alone y Seas To Cross.
En el año 2013 sacó el que hasta ahora es su último disco, Underneath.  Este disco ha sido producido por James Christian.

## Discografía

### Sencillos
- "Sweet Talk" (1979)
- "First Time" (1988) (Alemania Federal #1, Reino Unido #1, Austria #1, Suiza #1, Noruega #1, Suecia #2, Francia #4)
- "Save Up All Your Tears" (1989) (Alemania #10, Suiza #5, Suecia #17, Austria #27, Reino Unido #84)
- "Tears In The Rain" (1989) (Alemania #22, Suiza #21)
- "Don't Lose Any Sleep" (1990)
- "Hide Your Heart" (1990)
- "In My Heart To Stay" (1992) (Alemania #55)
- "Gonna Take A Lifetime" (1993)
- "Love Yourself" (1993)
- "Close To You" (1994) (Alemania #79)
- "If Lovin' You Is Wrong" (1994)
- "Jewel In My Crown" (1999)
- "Shut Up And Kiss Me" (1999)
- "First Time" (DJ Unique) (2003) (Suiza #61)
- "My Life" (2003)

### Álbumes
- Sweet Talk (1979)
- Trouble or Nothin' (1989)
- Human Instinct (1992)
- Can't Get Off (1994)
- Wonderland (2003)
- Do You Miss Me (2005)
- Livin' On A Dream (2007)
- The Great Scape (2010)
- Underneath (2013)
- Love Is Coming (2017)